# Cara
Cara hay Carat là đơn vị đo khối lượng sử dụng trong ngành đá quý, nó tương đương với 0,2 gram (200 miligram). 

## Lịch sử và sử dụng

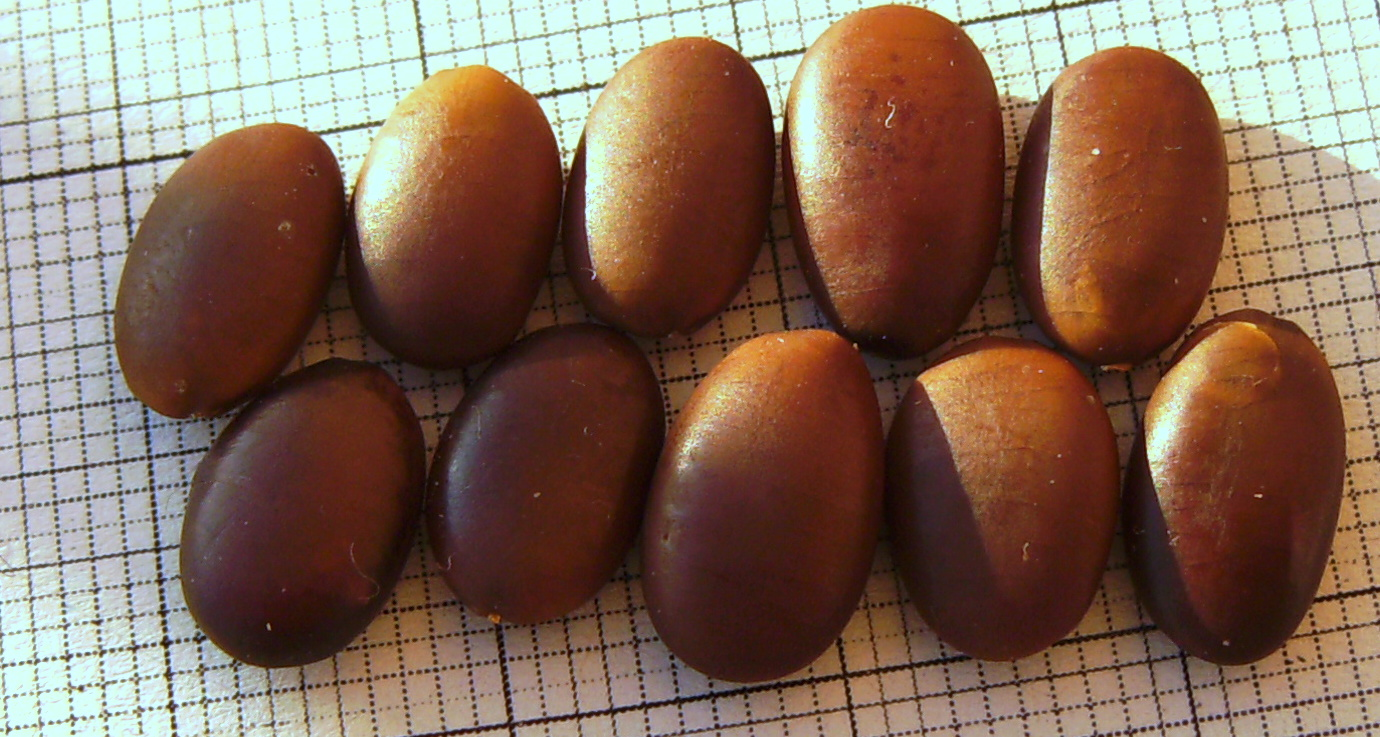
Hạt carob.

Từ này ở Việt Nam chỉ xuất hiện từ khi người Pháp đến. Trong một số ngôn ngữ châu Âu, chẳng hạn như trong tiếng Anh từ carat (tức cara trong tiếng Việt) có nguồn gốc từ tiếng Hy Lạp keration (quả của cây carob-một loại cây xanh lưu niên ở vùng Địa Trung Hải, tên khoa học là Ceratonia siliqua), thông qua các ngôn ngữ như tiếng Ả Rập và tiếng Latinh. Các hạt của quả carob đã được sử dụng như là quả cân trong các phép cân đo chính xác vì kích thước đồng nhất của nó. Trong quá khứ, các quốc gia khác nhau có cara riêng của mình, xấp xỉ bằng trọng lượng của hạt carob. Tuy nhiên, năm 1907 cara có giá trị bằng 200 miligam trong hệ mét đã được chấp thuận, và hiện nay nó được sử dụng rộng rãi trên phạm vi toàn thế giới.
Lưu ý:
- Cara có thể chia nhỏ hơn nữa thành các "điểm". Một cara bằng 100 điểm.
- Kara - phát âm giống như cara, ký hiệu là K, là đơn vị đo độ tinh khiết của vàng.